# Panorpa anomala
Panorpa anomala är en näbbsländeart som beskrevs av Carpenter 1931. Panorpa anomala ingår i släktet Panorpa och familjen skorpionsländor. Inga underarter finns listade i Catalogue of Life.